# Génotypage des systèmes de groupes sanguins
Le génotypage des systèmes de groupes sanguins consiste à analyser l'ADN du sujet sur un prélèvement de sang, contenant des cellules nuclées, afin de déterminer les antigènes présents à la surface des hématies.
Cette technique est utilisée principalement pour limiter les risques d'alloimmunisation lors des transfusions de sang, dans les circonstances suivantes :
a) lorsqu'il est impossible de déterminer le groupe sanguin dans les divers systèmes immunogènes (RH, KEL, FY, JK, MNS) par la technique habituelle d'hémagglutination à l'aide d'anticorps. Ce cas se présente dans les anémies hémolytiques, par exemple.
b) lorsque le malade a été transfusé récemment. Le groupage habituel montre des doubles populations, et il est impossible de savoir à qui appartiennent chacune des 'populations' trouvées, au malade ou aux donneurs, si ces derniers n'étaient pas phénotypés dans ces divers systèmes de groupes sanguins, ou étaient différents entre eux et nombreux.
c) lorsqu'il s'agit d'un groupe faible ou d'un variant dans certains systèmes. Sont appelés variants des phénotypes inhabituels, trouvés positifs avec certains réactifs, négatifs ou faibles avec d'autres. Le système RH est particulièrement concerné par ce problème.
Il est par ailleurs utilisé dans la surveillance d'une grossesse pour déterminer le phénotype rhésus ou Kell du fœtus, à partir de la douzième semaine d'aménorrhée, sur un prélèvement de sang maternel, grâce à de l'ADN fœtal circulant. Cette technique, actuellement utilisée seulement chez des femmes immunisées, une fois généralisée, permettra d'éviter des examens inutiles et de faire une prévention (inutile dans 42 % des cas dans la population française caucasienne) d'immunisation RH1 à la vingt-huitième semaine lorsqu'il n'y a pas d'incompatibilité fœto-maternelle.
Cette technique permet également de phénotyper des malades (ayant un anticorps anti-public) et de sélectionner rapidement un grand nombre de donneurs compatibles lorsque les réactifs sérologiques n'existent pas ou sont mauvais -anti-DO, RH10... Langereis ou Junior pour citer les deux derniers. Elle permet aussi, pour les mêmes raisons, de sélectionner des donneurs présentant des phénotypes rares pour constituer les panels permettant d'identifier des anticorps rares, anti-privés ou anti-publics, chez des malades, et de confirmer les phénotypes de ces derniers.
Enfin, il faut savoir que cette technique a des limites. Un gène peut être présent dans le génome, mais ne pas s'exprimer à la surface de l'hématie. Il en est ainsi, par exemple, du groupe Bombay, de certains RHnull, des antigènes de groupes liés au GPI dans l'hémoglobinurie paroxystique nocturne. Plusieurs sondes doivent parfois être utilisées, tenant compte de l'origine ethnique du sujet, pour une même molécule du fait des nombreux variants de cette dernière, en particulier lors de la détermination du phénotype RH fœtal sur sang maternel.
Les glycosyltransférases du système ABO ont été aussi étudiées en biologie moléculaire. Il s'agissait de comprendre les anomalies de groupe observées, A et B faibles, cis-AB. Il n'y avait pas d'intérêt transfusionnel dans cette démarche, les malades pouvant toujours être transfusés en érythrocytes de groupe O et en plasmas de groupe AB sans aucun problème.